# غذاهای کشور پاکستان
غذا های پاکستان بیشتر به صورت لقمه‌ای است و اما هیچ وقت از غذا های پاکستانی به عنوان دسر یا میان وعده استفاده نمی شود.
غذا های پاکستانی در ایران خورده نمی‌شود، اما مواد غذایی آن ها را می تواند ایران پیدا کرد.

## فهرست غذا های پاکستان
| نام غذا         |
| --------------- |
| برنج قورمه گوشت |
| بریانی          |
| بریانی حیدرآباد |
| بن کباب         |
| پاکورا          |
| پان پراگ        |
| پنیر آسیایی     |
| پلو             |
| چیکن تکه مصالح  |
| چتنی            |
| خاگینه          |
| خورش            |
| خورش کاری       |
| دسترخوان        |
| دمپختک          |
| رشته فرنگی      |
| زولبیا          |
| شامی کباب       |
| هل              |
| هلیم (غذا)      |